# Julita
Julita è una municipalità di quinta classe delle Filippine, situata nella Provincia di Leyte, nella Regione di Visayas Orientale.
Julita è formata da 26 baranggay:
- Alegria
- Anibong
- Aslum
- Balante
- Bongdo
- Bonifacio
- Bugho
- Calbasag
- Caridad
- Cuya-e
- Dita
- Gitabla
- Hindang

- Inawangan
- Jurao
- Poblacion District I
- Poblacion District II
- Poblacion District III
- Poblacion District IV
- San Andres
- San Pablo
- Santa Cruz
- Santo Niño
- Tagkip
- Tolosahay
- Villa Hermosa